# Le Mesnil-sur-Blangy
Le Mesnil-sur-Blangy település Franciaországban, Calvados megyében. Lakosainak száma 164 fő (2022. január 1.). Le Mesnil-sur-Blangy Les Authieux-sur-Calonne, Blangy-le-Château, Fierville-les-Parcs és Manneville-la-Pipard községekkel határos.

## Népesség
A település népességének változása:
| Lakosok száma | 150  | 138  | 149  | 179  | 168  | 169  | 166  | 160  | 162  | 164  |
|               | 1968 | 1982 | 1990 | 2006 | 2013 | 2015 | 2017 | 2019 | 2020 | 2022 |